# 紫轮参
紫轮参（学名：Polycheira fusca）为指参科轮参属的动物。分布于东非、塞舌尔群岛、新喀里多尼亚、斯里兰卡、菲律宾、印度尼西亚、西太平洋诸岛、台湾岛以及中国大陆的福建、广东、广西、海南岛、西沙群岛等地，多栖息于高潮区附近岩石底下。该物种的模式产地在新喀里多尼亚。